# Coalcliff

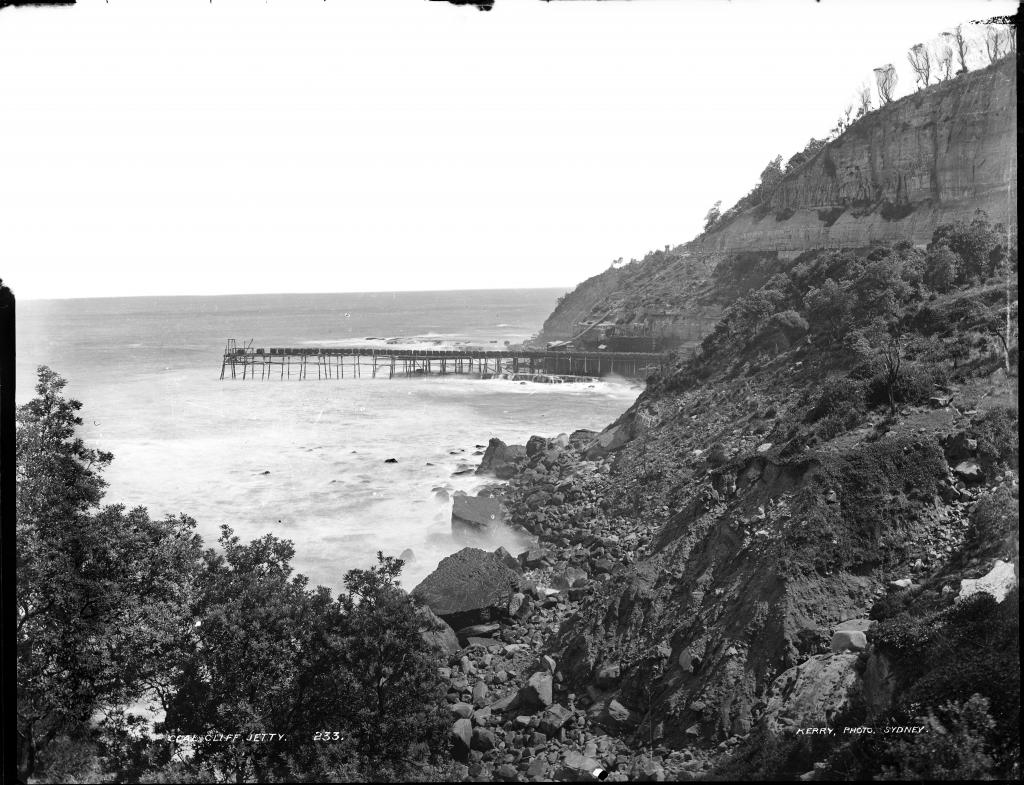
Muelle de Coalcliff en 1885

Coalcliff es una localidad de la costa australiana de Nueva Gales del Sur, entre Sídney y Wollongong. En 1796, William Clark y otros viajeros que iban  desde el barco naufragado Sydney Cove hasta la bahía de Sídney notaron la presencia de carbón en los acantilados, dando nombre a la zona.  El gobierno envió a George Bass a informar sobre ello y rastreó el yacimiento a lo largo de la costa. 

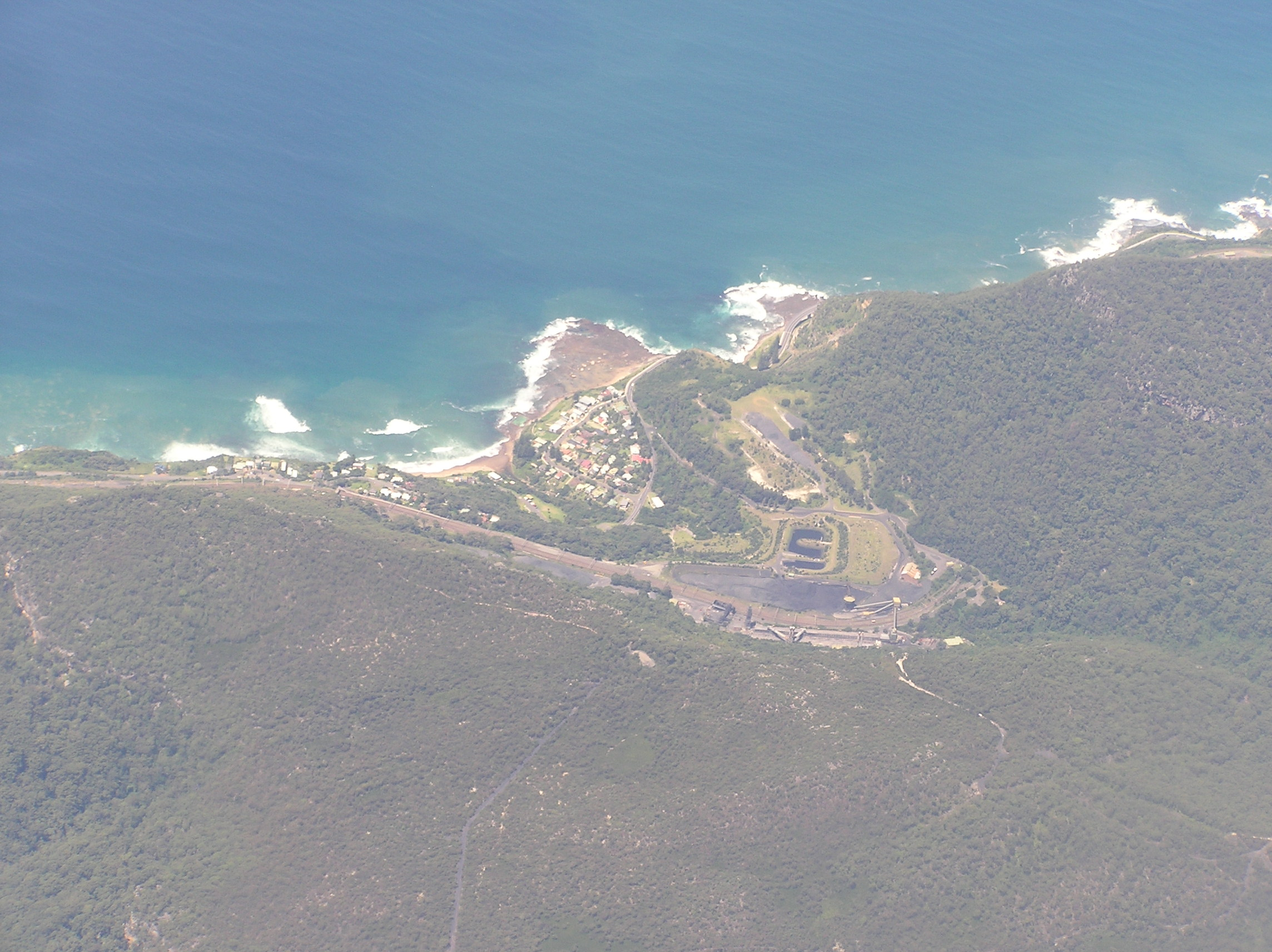
Foto aérea desde el noroeste.

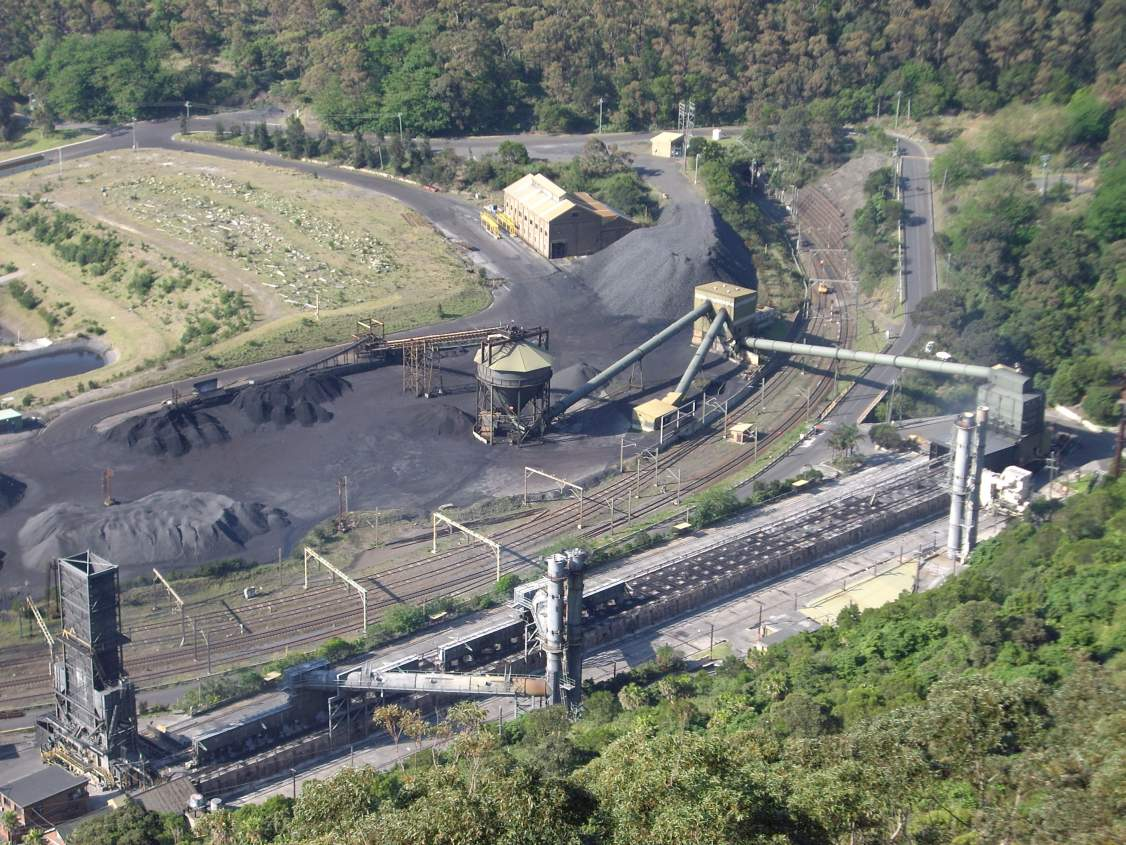
Illawarra Coke Company (ICC) en Coalcliff. La línea del ferrocarril de la Costa Sur pasa por su término.

### Mina de carbón y embarcadero
The Coalcliff Colliery, inaugurada en 1878, fue una mina con embarcadero. La entrada de la mina era un túnel excavado en una veta de carbón que quedaba expuesta frente al acantilado. El carbón de la mina, después del cribado, se llevaba directamente al embarcadero, por lo que había un almacenamiento limitado para el carbón extraído.   Las tormentas de 1878, 1881 y 1904 causaron daños considerables al embarcadero.  Tras la llegada de la línea ferroviaria de la costa sur en 1888, hubo una mayor competencia de las minas que entregaban carbón por ferrocarril o utilizaban el ferrocarril para acceder a puertos más grandes y fiables, como Port Kembla, Bulli o Bellambi, por lo que The Coalcliff Colliery se volvió menos eficiente,  reduciendo paulatinamente su producción.  En 1910 se abrió un pozo que permitía transportar el carbón de la mina por ferrocarril, pero eso no evitó que cerrara el embarcadero en 1912.  Aun así, The Coalcliff Colliery se convirtió en una de las minas subterráneas más grandes y de mayor duración: permaneció en producción durante 114 años. En la época en que cerró, en 1992, el carbón extraído que emergía en Coalcliff llegaba bajo tierra desde lugares tan lejanos como Darkes Forest. 

## Atracciones

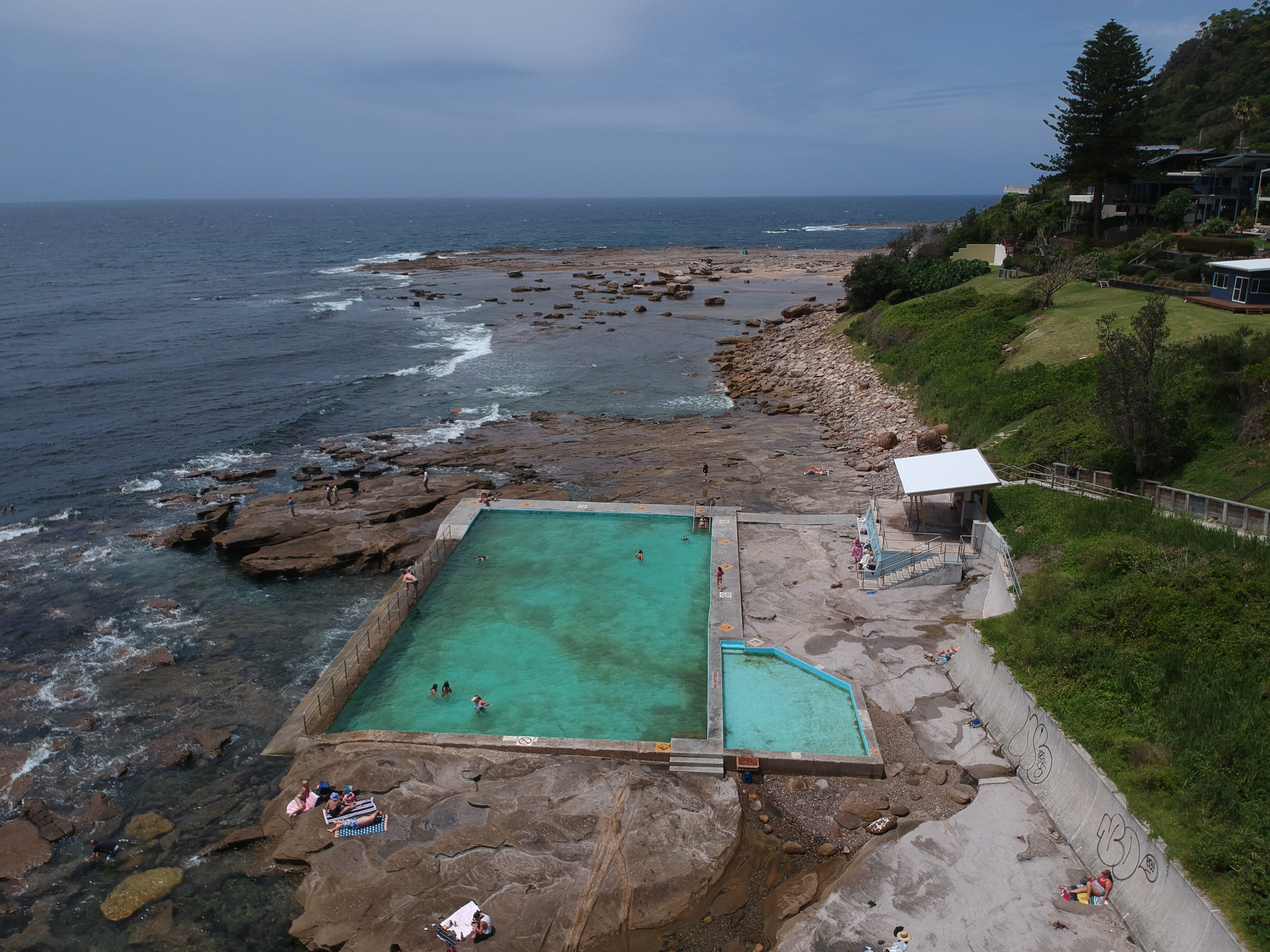
Piscina de roca de Coalcliff

El puente Sea Cliff se inauguró el 11 de diciembre de 2005 y ofrece un espectacular sendero y carril bici sobre el océano y a lo largo de la escarpa de Illawarra. Se hallan espléndidas vistas hacia Wollongong y Port Kembla en el sur y Bald Hill y el Parque nacional Real en el norte.
La playa de Coalcliff ofrece excelentes condiciones para surfear y una piscina en el océano. El acceso a la piscina desde Lawrence Hargrave Drive es a través de Leeder Park. Además, Coalcliff alberga su propio club de surf.